# Mauri Vansevenant
Mauri Vansevenant, né le 1er juin 1999, est un coureur cycliste belge, membre de l'équipe Soudal Quick-Step.

## Biographie

### Débuts cyclistes chez les juniors et espoirs
Mauri Vansevenant est le fils de Wim Vansevenant, coureur professionnel entre 1995 et 2008, lanterne rouge du Tour de France 2006 - 2007 et 2008 (record). Son prénom est une référence à Melcior Mauri, le vainqueur du Tour d'Espagne 1991. Mauri Vansevenant suit les traces de son père en commençant le cyclisme à l'âge de 14 ans, en catégorie aspirants. Dans un premier temps, il se spécialise dans le cyclo-cross.
En 2017, il se distingue sur route en terminant deuxième et troisième d'étapes sur le Tour du Pays de Vaud, manche de la Coupe des Nations juniors. Au niveau national, il s'impose notamment lors de la dernière étape de la Ster van Zuid-Limburg. Lors de la Classique des Alpes, il se retrouve seul en tête, mais chute et abandonne.
Il fait ses débuts espoirs en 2018 au sein de l'équipe EFC-L&R-Vulsteke. Rapidement, il montre de bonnes dispositions sur les courses difficiles en terminant cinquième du Tour de Lombardie amateurs et dixième du Tour de la Vallée d'Aoste. En 2019, il se classe quatrième de l'Orlen Nations Grand Prix et cinquième du Grand Prix Priessnitz spa, en Coupe des Nations espoirs. Au début de l'été, il s'impose en France sur le Tour du Piémont pyrénéen, avec plus de cinq minutes d'avance sur le deuxième. Peu de temps après, il confirme en remportant le Tour de la Vallée d'Aoste, compétition réputée pour les grimpeurs espoirs. Il devient le deuxième cycliste belge à inscrire son nom au palmarès de l'épreuve, après Luc Wallays en 1983,. Il se classe également sixième du Tour de l'Avenir après avoir porté le maillot de leader.

### Carrière professionnelle

#### Quick-Step

##### 2020
Il passe professionnel à la fin de ses études en juillet 2020, au sein de l'équipe World Tour Deceuninck-Quick Step. Le 20 septembre, il participe à la Flèche wallonne, sa première classique World Tour. Il figure dans l'échappée matinale, dont il est le dernier rescapé. Victime d'une chute à 4 kilomètres de l'arrivée alors qu'il était seul en tête de la course, il se fait rattraper à l'entrée de Huy,.

##### 2021
Le 6 mars 2021, il remporte sa première course en UCI ProSeries lors du Grand Prix de l'industrie et de l'artisanat de Larciano en battant dans un sprint à quatre Bauke Mollema, Mikel Landa et Nairo Quintana. En avril 2021, il termine à la 11e place du classement général du Tour du Pays basque, course à la participation très relevée remportée par Roglič devant Vingegaard et Pogačar et réalise deux top 10 lors des 3e et 6e étapes. Le 24 août 2021, il prend la deuxième place de la 10e étape du Tour d'Espagne remportant le sprint d'un groupe de chasse de quatre hommes arrivé 22 secondes après le vainqueur du jour Michael Storer. En décembre 2021, à l'occasion d'un stage de pré-saison en Espagne, Mauri Vansevenant subit un accident qui lui occasionne une fracture d'un pouce.

##### 2022
Le 26 février 2022, il prend la deuxième place de la Classic de l'Ardèche battant dans un sprint à deux Sepp Kuss 45 secondes après le vainqueur Brandon McNulty. En mai, au Tour d'Italie 2022, il se classe 5e de la 4e étape sur les pentes de l'Etna et 7e de la 17e étape en haute montagne à Lavarone. En août, il finit 5e du classement général du Tour d'Allemagne 2022. En septembre, il participe au Tour de Slovaquie où il termine deuxième de la 2e étape arrivant à Banská Štiavnica et aussi deuxième du classement général à 6 secondes de son équipier tchèque Josef Černý.

##### 2023
Le 15 février 2023, il remporte la dernière étape du Tour d'Oman dans la montée finale du Djebel Akhdar mais ne parvient pas à décrocher le leader Matteo Jorgenson et termine deuxième du classement général à une seconde du coureur américain. Après une participation aux Strade Bianche, il est contraint à une pause de plusieurs semaines pour se faire opérer d'un syndrome de friction prépatellaire et n'est donc pas sélectionné pour épauler Evenepoel lors du Giro. Il reprend la compétition trois mois plus tard lors du Critérium du Dauphiné. En septembre, Soudal Quick-Step annonce l'extension du contrat de Vansevenant de trois saisons.

##### 2024
Le 14 avril 2024, il fait partie du quatuor qui se dispute la victoire de l'Amstel Gold Race mais, après avoir lancé le sprint, il termine à la quatrième place, son meilleur classement dans une course de l'UCI World Tour. À Liège-Bastogne-Liège, il fait partie du groupe de 25 hommes en lutte pour la troisième place derrière Tadej Pogačar et Romain Bardet, se classe quatrième de ce groupe et ainsi sixième de la Doyenne, son meilleur résultat à Liège. Il participe successivement au Tour d'Italie 2024 et au Tour de France où il se classe 
dans le top 7 de trois étapes pour ces deux grands tours. Le 20 septembre, il remporte en solitaire la 3e étape du Tour de Luxembourg à Diekirch et s'empare du maillot de leader du classement général mais doit le céder dès le lendemain à Mathieu van der Poel.

## Style
Plus âgé de quelques mois que Remco Evenepoel et Ilan Van Wilder, il fait partie de la jeune garde de l'équipe Quick-Step de Patrick Lefevere. Alors que la Belgique en a cruellement manqué pendant des décennies, ces trois coureurs ont des profils de grimpeurs. Le style de Mauri Vansevenant sur un vélo est particulier. Il est décrit par le journaliste Matthieu Heyman comme dandinant en permanence de gauche à droite, très souvent en danseuse et amenant un braquet important même dans les forts pourcentages faisant indéniablement penser à son compatriote Michel Pollentier, coureur des années 1970-1980.

## Palmarès sur route

### Palmarès amateur
- 2017
  - 3e étape de la Ster van Zuid-Limburg
- 2018
  - 2e étape du Tour du Piémont pyrénéen (contre-la-montre par équipes)
- 2019
  - Tour du Piémont pyrénéen :
    - Classement général
    - 3e étape

  - Classement général du Tour de la Vallée d'Aoste

### Palmarès professionnel
- 2020
  - 1re étape (b) de la Semaine internationale Coppi et Bartali (contre-la-montre par équipes)
- 2021
  - Grand Prix de l'industrie et de l'artisanat de Larciano
  - 3e du Trofeo Laigueglia
- 2022
  - 2e de la Classic de l'Ardèche
  - 2e du Tour de Slovaquie
- 2023
  - 5e étape du Tour d'Oman
  - 2e du Tour d'Oman
- 2024
  - 3e étape du Tour de Luxembourg
  - 4e de l'Amstel Gold Race
  - 6e de Liège-Bastogne-Liège

### Résultats sur les grands tours

#### Tour d'Italie
2 participations
- 2022 : 30e
- 2024 : 30e

#### Tour d'Espagne
2 participations
- 2021 : 101e
- 2024 : 49e

## Classements mondiaux
| Année                                 | 2018  | 2019 | 2020  | 2021 | 2022 | 2023 | 2024 |
| ------------------------------------- | ----- | ---- | ----- | ---- | ---- | ---- | ---- |
| Classement mondial                    | 2138e | 590e | 2021e | 119e | 116e | 344e | 84e  |
| UCI Europe Tour                       | 1427e | 446e | 1465e | 102e | 98e  | nc   | 67e  |
|                                       |       |      |       |      |      |      |      |
| Légende : nc = non classéSource : UCI |       |      |       |      |      |      |      |